# Маммед Заде, Лейла Рафаэльевна
Маммед Заде, Лейла Рафаэльевна — (род. 1975, Баку) — российский управленец, бизнесмен и председатель Совета директоров Транспортной группы FESCO (с января 2018 года).

## Биография

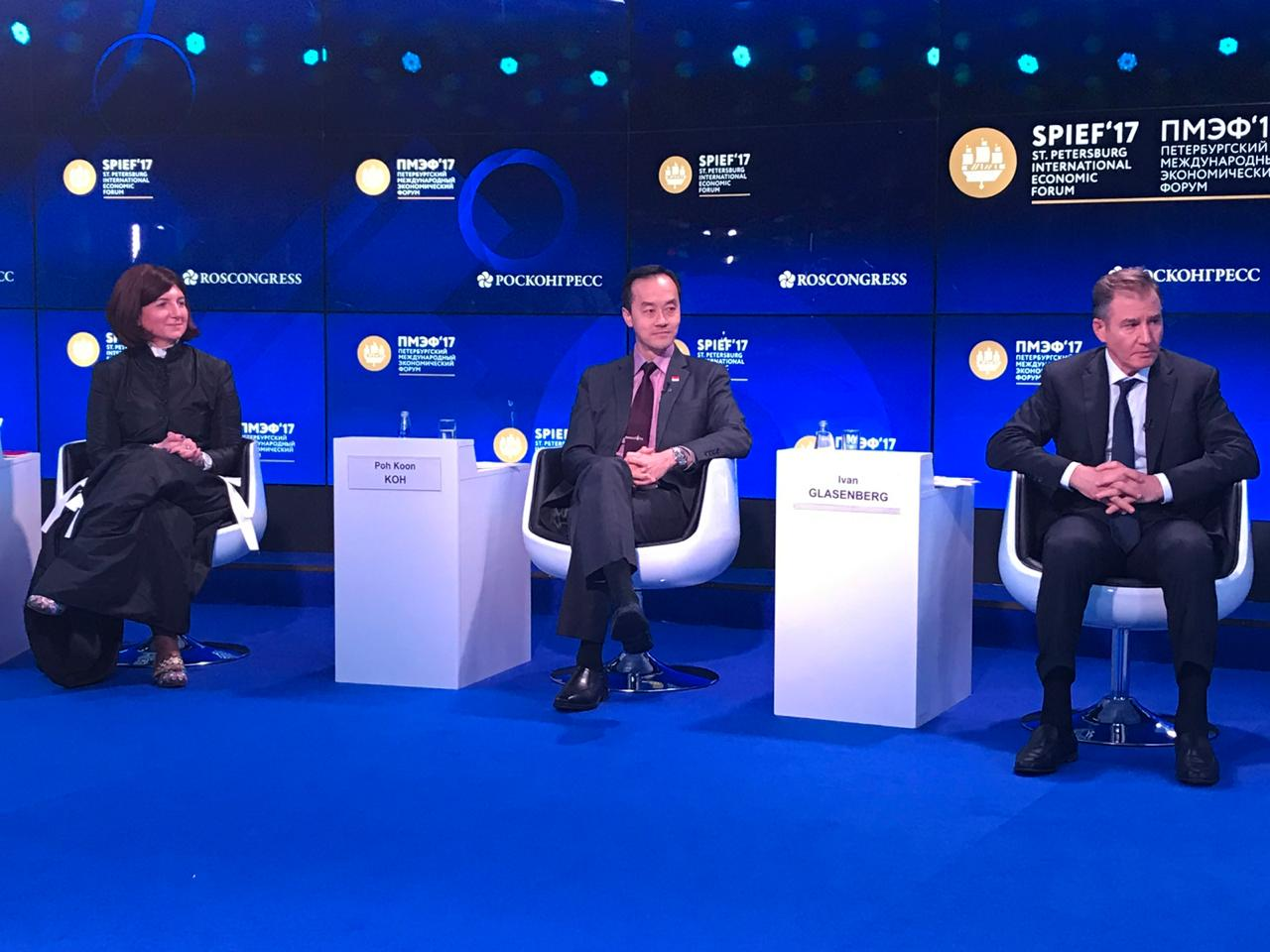
Лейла Маммед Заде на сессии «Глобальная система торговли: что дальше?», ПМЭФ, 2017 год.

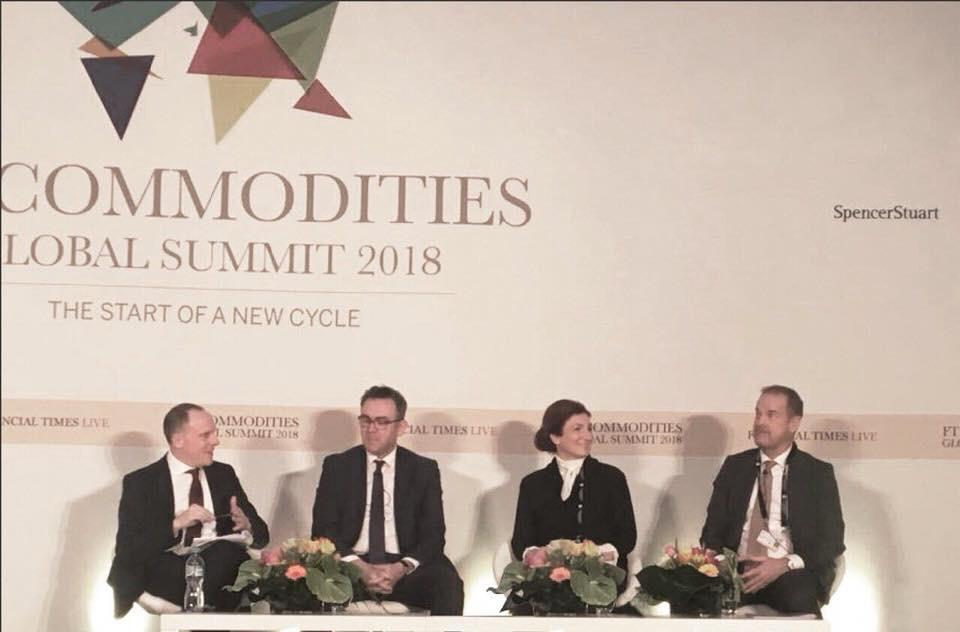
Лейла Маммед Заде во время участия FT Commodities Global Summit 2018, март 2018 года.

Родилась в Баку. Окончила Азербайджанский государственный университет нефти и промышленности.
В 1994 году попала на стажировку в Haliburton. Работала в лондонском и техасском офисах компании. В 2002 году получила степень магистра наук в Техасском Университете A&M по специализациям «Финансы» и «Нефтяное дело».
С 2002 по 2010 года работала в Shell. Затем переехала в Москву.
С 2010 по 2012 год занимала должность вице-президента по управлению активами группы «Сумма».
В 2012 году была исполнительным директором Делового консультативного совета АТЭС в год российского председательства. Организовала встречу глав 52 крупнейших корпораций азиатско-тихоокеанских экономик с президентом Владимиром Путиным.
В 2013 по 2015 годах развивала собственный бизнес, в частности, сеть кондитерских «Пафф-поинт» в Москве.
С 2016 по 2018 год — исполнительный, затем генеральный директор группы «Сумма».
В январе 2018 года избрана председателем Совета директоров Транспортной группы FESCO. Возглавляла совет директоров группы до 26 ноября 2020 года.
В марте 2018 года приняла участие в FT Commodities Global Summit 2018.

## Награды и премии
- В 2018 году номинирована на премию РБК «За управление активами и продажу доли в крупнейшем портовом операторе НМТП „Транснефти“ за $750 млн на фоне ареста братьев Магомедовых. После ареста в марте 2018 года Зиявудина и Магомеда Магомедовых сделка по продаже НМТП была приостановлена, но Маммедзаде удалось успешно довести ее до конца. Несмотря на то, что собственники активов группы „Сумма“ находятся под следствием, Маммедзаде продолжает управлять активами группы»[10].